# 北千島・南樺太の帰属問題

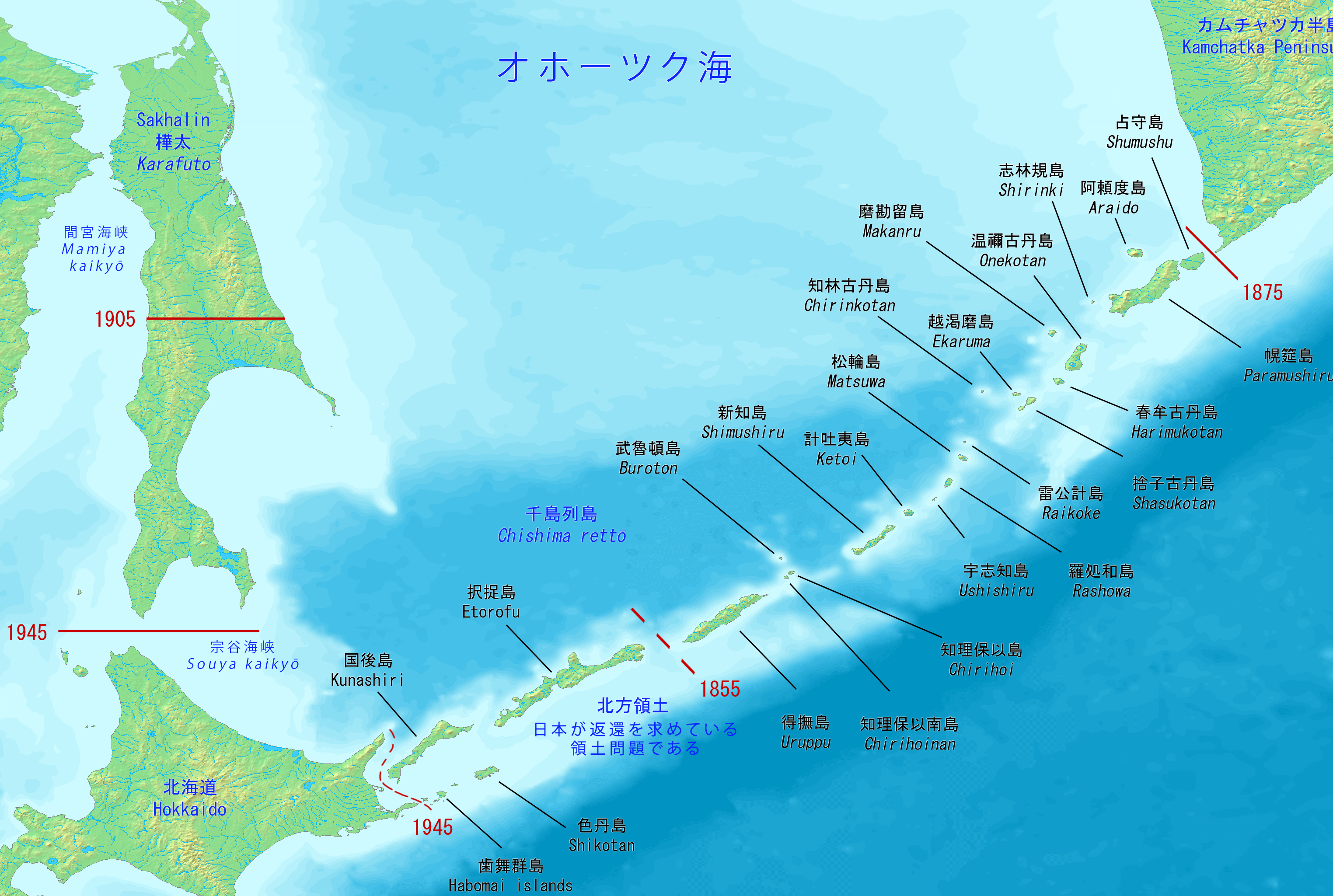
南樺太および千島列島

北千島・南樺太の帰属問題（きたちしま・みなみからふとのきぞくもんだい）は、千島列島北部と樺太島南部の地域がどの国に帰属するべきかという問題である。日本国政府の立場が異なるため、北方領土問題とは区別される。

## 概要
この問題における北千島とは、択捉島より北にある「得撫島（うるっぷとう）」から、カムチャツカ半島の南端近くにある「占守島（しゅむしゅとう）」までの千島列島に属する21の島のことである。それより南にある千島列島の4島は南千島と呼ばれ、北方領土問題の対象である。南樺太は、樺太島のうち北緯50度以内の地域のことを指す。なお、このページにおいていう「条約」は、ことわりがない限り「日本国との平和条約（サンフランシスコ講和条約）」を指す。

## 背景

### 問題の発生

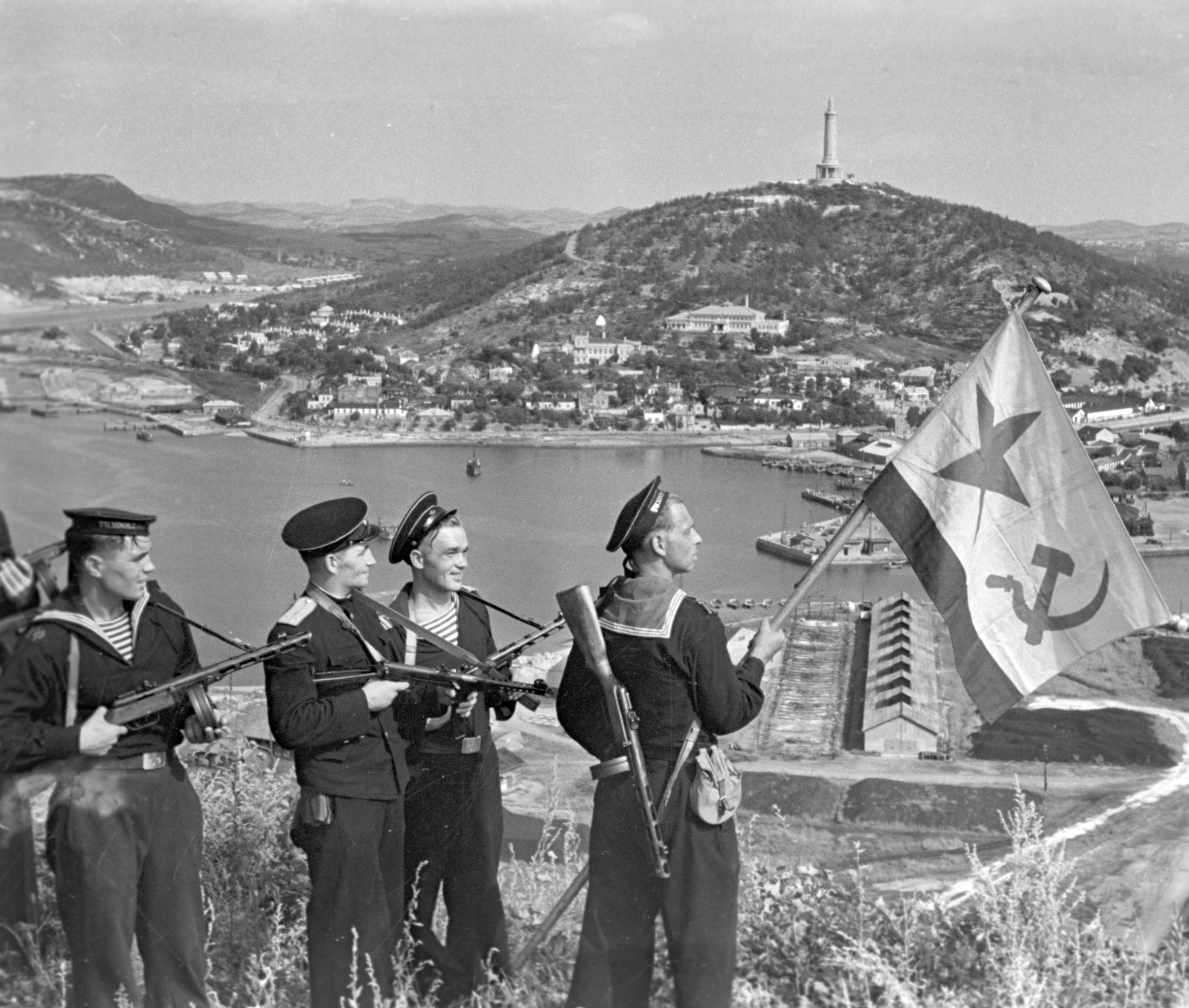
旅順でソビエト海軍の旗を掲げる歩兵

ソビエト連邦は、1946年4月まで有効であった日ソ中立条約に違反して、1945年8月8日から、満州や千島、樺太地域に侵攻を開始した。この侵攻は、日本が終戦と敗北の確認を決意した8月15日以降も続き、1945年9月初めまで侵攻を行なった。
第二次世界大戦において、連合国は、大西洋憲章やカイロ宣言において領土不拡大の原則を掲げ、戦争の遂行は連合国の国々の領土拡大という目的ではないとしている。この目的に基づき、戦後処理の方針は、日本から剥奪されるべき領土を「暴力・貪欲により日本国の略取したる地域」のみとされていた。これは、すなわち「貪欲」な目的で「暴力」により他国から奪った土地を指しているため、満州や中国大陸、東南アジアの占領地域が挙げられる。しかし、北千島および南樺太は「条約」により「平和裏に」日本による取得が確定した歴史を持つ地域であった。
日本国との平和条約第2条c項において、日本が千島列島と南樺太、そしてこれに近接する諸島に対するすべての権利の放棄を規定している。

### 日本国政府の立場
鈴木宗男が衆議院で提出した質問書によると、日本国政府は、北千島と南樺太の地域に関し、条約において、領土であると請求する権利を放棄しているため「我が国の領土ではない」とし、同様の理由から「（北千島と南樺太の）帰属について述べる立場にはない」と認識している。これが北方領土問題と区別すべき原因である。ただし、日本国政府は、ロシアによる領有は認めておらず、帰属先がまだ決まっていない地域（帰属未定地）と認識している。

### ロシアによる実効支配
国際法において帰属が未定であるにもかかわらず、ロシアが南樺太と北千島の実効支配を継続するとして、千島列島とユーラシア大陸に囲まれているオホーツク海が、ロシア連邦軍の所有する弾道ミサイルを搭載する原子力潜水艦の隠し場所として機能させるためであると指摘されている。「核の聖域」または「戦略原子力潜水艦の聖域」と通称されている。この指摘は、北方領土問題にも通ずる背景とされている。

## 見解
この問題を解決するにあたっていくつかの見解が展開されている。

### 主権残存説
日本による北千島と南樺太の放棄は、条約の当事国であるアメリカ合衆国をはじめとする連合国に対してのみ放棄しただけに過ぎず、条約に調印していないソビエト連邦に対しては、依然として日本の主権が残存するという説。旧社会党などが主張していた。また、日本共産党はカイロ宣言で示された領土不拡大の原則に基づき、平和的に定められた樺太・千島交換条約時代の国境に戻すべきとしており、千島列島全島の返還を求めている

### 処分権残存説
条約には明記されていないものの、ソビエト連邦に対して北千島と南樺太を譲渡することを暗に示しているとする説。

### 無主地先占説
南樺太と北千島に対する日本の権利が条約によって放棄したとき、その後に連合国のいずれかの国に帰属したわけではないため、主のいない土地となり、誰の土地でもない地域をソビエト連邦が支配したとする説である。

### 無異論帰属説

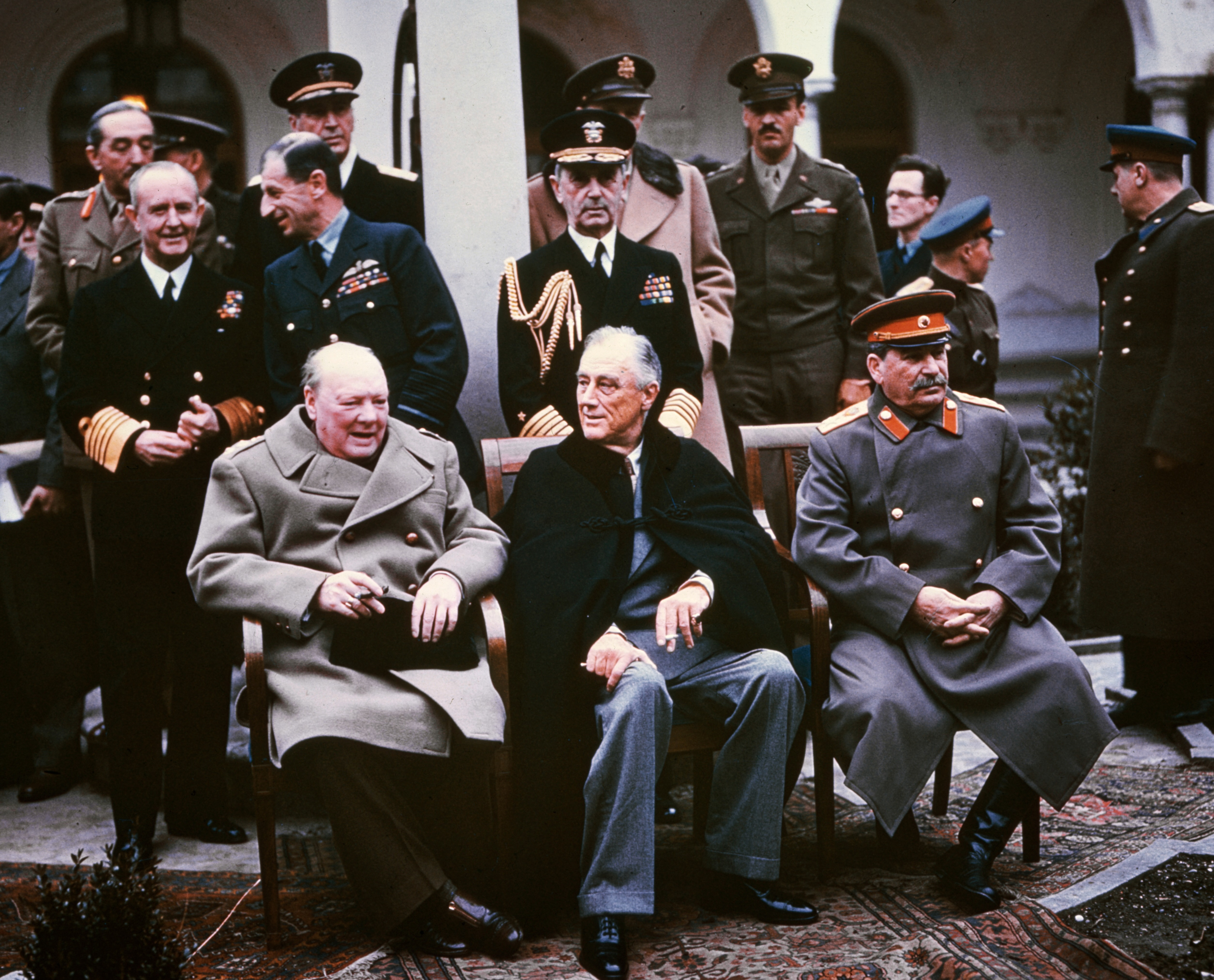
ヤルタ会談における三首脳

ソビエト連邦は、ヤルタ協定を権原として占有し、憲法上の手続きにより領土に編入されているため、国際的な異論がないとする説。
ヤルタ協定の法的効果に関しては、1956年9月7日に発表されたアメリカ合衆国政府の公式見解によって、その法的効果が否定されている。

### 放棄予約説
条約に書かれている日本による領土の放棄は、あくまでも領土の放棄を予約しているものに過ぎず、放棄するとしても、直ちに連合国が放棄する地域を処理することはできないとする説。

### 純粋放棄説
日本は「純粋」に領土を放棄しただけであり、いずれか単独の国に帰属するのではなく、連合国の共同所有とする説。

## 世論
1955年7月に行われた世論調査では、
7月末までに日ソ交渉が、また始められることになっているのですが、あなたは、今度始まる日ソ交渉では、国交回復が後まわしになっても、領土の南千島の問題を頑張るのと、それはともかくとして、まず国交を回復して大使を交換するのと、どちらがよいと思いますか。
という設問において「領土問題（を優先して）」と回答した者を対象とした、
南千島だけでなく、北千島や樺太も頑張った方がよいと思いますか、そうは思いませんか。
という設問に対し、北千島・樺太（の返還）もがんばれに7、そうは思わないが2、わからないが1の結果となっている。